# Siqueira Campos
Siqueira Campos là một đô thị thuộc bang Paraná, Brasil. Đô thị này có diện tích 278,035 km², dân số năm 2007 là 17293 người, mật độ 62,3 người/km².